# Гандбол на летних Олимпийских играх 2024 (составы, мужчины)
В этой статье приводятся составы всех команд, участвующих в мужском турнире по гандболу летних Олимпийских играх 2024 года в Париже.

## Группа A

### Хорватия
Состав команды был объявлен 7 июля 2024 года. 
Тренер:  Дагур Сигурдссон
- Доминик Кузманович ГК
- Ловро Михич ЛК
- Домагой Дувняк Р
- Марио Шоштарич ПК
- Матей Мандич[англ.] ГК
- Йосип Шарац ЛП
- Верон Начинович Л
- Лука Циндрич Р
- Никола Граховац[англ.] Л
- Тин Лучин ЛП
- Иван Мартинович ПП
- Марин ШипичЛ
- Звонимир Срна ЛП
- Лука Ловре Кларица[англ.] ПП

### Германия
Состав команды был объявлен 8 июля 2024 года.
Тренер:  Альфред Гисласон
- Давид Шпет ГК
- Йоханнес Голла Л
- Лука Вицке Р
- Себастьян Хейман[англ.] ЛП
- Юстус Фишер Л
- Юри Кнорр Р
- Юлиан Кёстер ЛП
- Ренарс Ущинс ПП
- Кай Хефнер ПП
- Тим Хорнке[англ.] ПК
- Андреас Вольфф ГК
- Руне Дамке ПК
- Лукас Мертенс ПК
- Кристоф Штайнерт[англ.] ПП
- Марко Гргич ЛП
- Янник Кольбахер Л

### Япония
Состав команды был объявлен 28 июня 2024 года.
Тренер:  Антонио Карлос Ортега
- Такуми Накамура[англ.] ГК
- Косукэ Ясухира[англ.] Р
- Томоя Сакураи[англ.] Л
- Наоки Сугиока[англ.] ПК
- Сюити Ёсида[англ.] Л
- Адам Юки Баиг[англ.] ЛП
- Синносукэ Токуда[англ.] ПП
- Дзин Ватанабэ[англ.] ПП
- Даисукэ Окамото[англ.] ГК
- Хироки Мотоки[англ.] ПК
- Хироясу Тамакава[англ.] Л
- Тацуки Ёсино[англ.] ЛП
- Наоки Фудзисака[англ.] Р
- Сота Такано[англ.] Л

### Словения
Состав команды был объявлен 8 июля 2024 года.
Тренер:  Урош Зорман
- Блаж Благотиншек[англ.] Л
- Ник Хенигман ЛП
- Блаж Янц ПК
- Юре Доленец ПП
- Нейц Цехте[англ.] ПП
- Сташ Йовичич[англ.] ПК
- Тилен Кодрин ПК
- Матей Габер Л
- Миха Зарабец Р
- Клемен Ферлин[англ.] ГК
- Кристьян Хоржен[англ.] Л
- Дин Бомбач[англ.] Р
- Борут Мачковшек[англ.] ЛП
- Домен Новак[англ.] ПК
- Алекс ВлахР
- Урбан Лесяк[англ.] ГК
- Ур Кастелиц[англ.] ГК

### Испания
Состав команды был объявлен 7 июля 2024 года.
Тренер:  Жорди Рибера
- Гонсало Перес де Варгас ГК
- Хорхе Македа[англ.] ПП
- Алекс Дуйшебаев ПП
- Родриго Коралес[англ.] ГК
- Адриа Фигерас[англ.] Л
- Иманоль ГарсиандияПП
- Абель Сердио Л
- Агустин Касадо[англ.] ЛП
- Алеш Гомес[англ.] ПК
- Иан Таррафета[англ.] Р
- Мигель Санчес-Мигальон[англ.] ПК
- Даниель Дуйшебаев ЛП
- Каульди Одриосола[англ.] ПК
- Даниэль Фернандес ПК
- Хавьер Родригес Морено[англ.] Л

### Швеция
Состав команды был объявлен 24 июля 2024 года. 28 июля Феликс Мёллер заменил Макса Даря из-за травмы, а 1 августа Йонатан Эдвардссон заменил Даниэля Петерссона. 

Тренер:  Гленн Сольберг
- Йонатан Карлсбогорд ЛП
- Макс Дарь Л
- Феликс Мёллер Л
- Даниэль Петтерссон ПК
- Андреас Палика ГК
- Себастьян Карлссон[англ.] ПК
- Тобиас Тулин ГК
- Хампус Ванне ПК
- Феликс Клор Р
- Лукас Пеллас ПК
- Альбин Лагергрен ПП
- Юнатан Эдвардссон Р
- Йим Готтфридссон Р
- Оскар Бергендаль[англ.] Л
- Лукас Санделл[англ.] ПП
- Карл Валлиниус[англ.] ЛП

## Группа B

### Аргентина
Состав команды был объявлен 7 июня 2024 года.
Тренер:  Гильермо Милано
- Федерико Фернандес[англ.] ПК
- Федерико Писарро[англ.] ПП
- Николас Боно[англ.] Р
- Диего Симоне Р
- Игнасио Писарро[англ.] ПК
- Пабло Симоне[англ.] Р
- Лукас Москарьельо[англ.] Л
- Андрес Мояно[англ.] ПП
- Гильермо Фишер[англ.] ЛП
- Педро Мартинес Ками[англ.] Р
- Гастон Моуриньо[англ.] Л
- Джеймс Паркер[англ.] ЛП
- Леонель Масиель[англ.] ГК
- Николас Бонанно[англ.] ЛП
- Хуан Бар[англ.] ГК

### Дания
Состав команды был объявлен 3 июля 2024 года.
Тренер:  Николай Якобсен
- Никлас Ландин ГК
- Никлас Киркелёкке ПП
- Магнус Ландин ПК
- Эмиль Якобсен ПК
- Расмус Лауге Р
- Эмиль Нильсен ГК
- Магнус Саугструп Л
- Ханс Линдберг ПК
- Матиас Гидсель ПП
- Хенрик Мёльгор ЛП
- Миккель Хансен ЛП
- Лукас Йёргенсен Л
- Лассе Андерссон Р
- Симон Хальд Л
- Томас Соммер Арнольдсен ЛП
- Симон Питлик Р

### Египет
Состав команды был объявлен 15 июля 2024 года.
Тренер:  Хуан Карлос Пастор
- Яхья Омар ПП
- Абдельрахман Абду ЛП
- Ахмед Хешам[англ.] ЛП
- Мохамед Тарек[англ.] Л
- Ибрагим эль-Масри Л
- Омар эль-Вакиль[англ.] ПК
- Йехия эль-Дераа[англ.] Р
- Сейф эль-Дераа Р
- Мохаб Абдельхак[англ.] ПК
- Акрам Йосри[англ.] ПК
- Ахмед Адель[англ.] Л
- Карим Хандави[англ.] ГК
- Али Зейн[англ.] ЛП
- Мохаммад Санад[англ.] ПК
- Мохамед Али[англ.] ГК

### Франция
Состав команды был объявлен 8 июля 2024 года.
Тренер:  Гийом Жиль
- Янис Ленн ПК
- Эмерик Минне Р
- Недим Ремили Р
- Элоим Пранди РП
- Мелвин Ричардсон ПП
- Дика Мем ПП
- Николя Турна Л
- Венсан Жерар ГК
- Никола Карабатич РП
- Люка Карабатич Л
- Людовик Фабрегас Л
- Юго Деска ПК
- Валантен Порт ПК
- Дилан Наи ПК
- Карл Конан Л
- Реми Дебонне ГК

### Венгрия
Состав команды был объявлен 24 июня 2024 года.
Тренер:  Чема Родригес
- Адриан Шипош[англ.] Л
- Бендегуз Бока[англ.] ПК
- Патрик Лигетвари[англ.] РП
- Роланд Миклер[англ.] ГК
- Гергё Фазекаш[англ.] Р
- Педро Родригес Альварес[англ.] ПК
- Бенце Банхиди Л
- Золтан Сита РП
- Криштоф Палашич[англ.] ГК
- Габор Анчин[англ.] ПП
- Рихард Бодо ЛП
- Зоран Илич ПП
- Миклош Роста Л
- Ласло Бартуц[англ.] ГК
- Мате Лекаи[англ.] Р
- Эгон Ханус[англ.] Р
- Бенце Имре ПК

### Норвегия
Состав команды был объявлен 3 июля 2024 года.
Тренер:  Йонас Вилле
- Ветле Эк Аага[англ.] ГК
- Саннер Сагосен Р
- Себастьян Бартольд ПК
- Петтер Эвербю Л
- Кристиан Саверос ГК
- Кристиан Бьёрнсен ПК
- Магнус Гуллеруд Л
- Тобиас Грёндаль Р
- Кристиан О’Салливан Р
- Харальд Рейнкинн ПП
- Торбьёрн Бергеруд ГК
- Габриэль Сеттерблом ПП
- Симен Люсе ЛП
- Александр БлонцПК